# Weiser
Weiser – film z 2001 roku w reżyserii Wojciecha Marczewskiego na podstawie powieści Pawła Huellego Weiser Dawidek. W przeciwieństwie do książki akcja toczy się we Wrocławiu, a nie w Gdańsku. Okres zdjęciowy trwał od 22 czerwca do 13 grudnia 1999.
Plenery: Wałbrzych, Janowice Wielkie koło Jeleniej Góry, Kłodzko, dworzec Wrocław Główny, Warszawa.

## Obsada
- Marek Kondrat – Paweł Heller
- Krystyna Janda – Elka
- Juliane Köhler – Juliana
- Teresa Marczewska – sędzia
- Zbigniew Zamachowski – Kołota
- Krzysztof Globisz – Szymek
- Michael Mendl – wariat
- Mariusz Benoit – dzielnicowy
- Marian Opania – ksiądz proboszcz
- Janusz Gajos – antykwariusz
- Jarosław Gajewski – lekarz
- Teresa Budzisz-Krzyżanowska – sąsiadka Szymka
- Piotr Fronczewski – Piotr
- Ewa Wencel – matka Elki
- Olga Frycz – młoda Elka
- Maciej Jaszczuk – młody Paweł
- Jakub Woźniakowski – młody Szymek
- Rafał Bednarz – młody Piotr
- Maciej Marczewski – Marek, pracownik studia dźwiękowego
- Magdalena Cielecka – urzędniczka biura meldunkowego
- Jacek Braciak – taksówkarz
- Andrzej Hudziak – kościelny
- Michał Pawlicki – dziadek Dawida
- Leszek Możdżer – muzyk na dworcu
- Natalia Lesz – tancerka
- Robert Kudelski – policjant
- Magdalena Smalara – pielęgniarka
- Krzysztof Szczerbiński – narkoman
- Agnieszka Krukówna

## Nagrody
- 26. Festiwal Polskich Filmów Fabularnych w Gdyni
  - montaż – Milenia Fiedler
  - dźwięk – Francois Musy, Mariusz Kuczyński, Joanna Napieralska, Marek Wronko